# ابن عرس مخطط إفريقي
ابن عرس المخطط الأفريقي (الاسم العلمي: Poecilogale albinucha) العضو الوحيد من جنس Poecilogale، وهو صغير ومخطط بالأسود والأبيض. موطنه الأصلي أفريقيا جنوب الصحراء الكبرى. يعيش في الغابات، الأراضي الرطبة، والأراضي العشبية. وهو صياد ليلي يصيد الثدييات الصغيرة، الطيور، والزواحف.

## اقرأ كذلك
- ابن عرس جبلي